# Fugacidade
A fugacidade (f) é uma propriedade termodinâmica intensiva criada de forma a generalizar a equação diferencial do potencial químico, dada, para um gás ideal, por:
{\displaystyle d\mu =RT\,d\ln p\quad (1)}
onde µ é o potencial químico, R é a constante universal dos gases perfeitos e p é a pressão. No caso de uma substância real, a fugacidade f substitui a pressão na equação (1), tornando-se:
{\displaystyle d\mu =RT\,d\ln f\quad (2)}
com a equação (2) sendo totalmente geral, válida para qualquer substância em fase gasosa, líquida ou sólida. No caso dos gases reais, sua relação com a pressão do gás é dada através de um fator empírico, chamado coeficiente de fugacidade φ, definido por:
{\displaystyle \phi (T,p)=f/p\quad (3)}
À medida que o gás se aproxima da idealidade, a fugacidade do gás se confunde com a pressão que este exerce sobre o recipiente que o contém, ou seja:
{\displaystyle \lim _{p\rightarrow 0}f=p\quad (4)}

## Diferencial da fugacidade
A fugacidade, como uma propriedade termodinâmica, é considerada uma função de estado, e sua diferencial total é dada por:
{\displaystyle f=f(T,p)}
{\displaystyle df=\left({\frac {\partial f}{\partial T}}\right)_{p}dT+\left({\frac {\partial f}{\partial p}}\right)_{T}dp\quad (5)}
Geralmente, essa diferencial é expressa em termos de um logaritmo natural, como:
{\displaystyle d\ln f=\left({\frac {\partial \ln f}{\partial T}}\right)_{p}dT+\left({\frac {\partial \ln f}{\partial p}}\right)_{T}dp\quad (6)}
Da equação (1), observa-se que:
{\displaystyle d\ln f=d\mu /RT}
Logo:
{\displaystyle \left({\frac {\partial \ln f}{\partial \ln p}}\right)_{T}=Z\quad (7)}
{\displaystyle \left({\frac {\partial \ln f}{\partial T}}\right)=\Delta _{\mathrm {trs} }H/RT^{2}\quad (8)}
Onde, na equação (8), {\displaystyle \Delta _{\mathrm {trs} }H} representa a variação de entalpia que acompanha a transição do estado atual da substância ao estado de gás ideal.
Então, conclui-se que a diferencial total do logaritmo neperiano da fugacidade será dada por:
{\displaystyle d\ln f=(V_{m}/RT)dp+(\Delta _{\mathrm {trs} }H/RT^{2})dT\quad (9)}